# Lynndyl
La ville de Lynndyl est située dans le comté de Millard, dans l’Utah, aux États-Unis. Sa population s’élevait à 106 habitants lors du recensement de 2010, estimée à 113 habitants en 2016.

## Source
- (en) Cet article est partiellement ou en totalité issu de l’article de Wikipédia en anglais intitulé « Lynndyl, Utah » (voir la liste des auteurs).